# Gonzalo Perera
Luis Gonzalo Perera Ferrer (Rocha, 15 de septiembre de 1966 - La Paloma, Rocha, 1 de septiembre de 2024) fue un doctor en matemática, profesor, investigador, divulgador, consultor y escritor uruguayo.

## Biografía
Fue profesor investigador de la Universidad de París-Sur (1996-1998) y del Centre National de la Recherche Scientifique de Marsella (2003-2004). Desde 1990 fue responsable e investigador de proyectos de cooperación internacional en distintas universidades y centros de formación de América y Europa.
Fue profesor titular de la Facultad de Ingeniería, Universidad de la República, en régimen de dedicación total; director del Instituto de Matemática y Estadística «Prof. Ing. Rafael Laguardia» y del laboratorio de probabilidad y estadística de dicha facultad. Fue miembro del consejo directivo de la Sociedad Bernoulli desde 1997 y elected member del International Statistical Institute desde 2004. Fue promotor y director del polo de desarrollo universitario de Modelización y Análisis de Recursos Naturales (MAREN) en Rocha, posteriormente Director del Centro Universitario Regional del Este en el período 2014-2018; se desempeñaba como docente, investigador y Director del Departamento de Modelización Estadística de Datos e Inteligencia Artificial (MEDIA) hasta la fecha de su fallecimiento.
Publicó numerosos trabajos de investigación, publicados en revistas internacionales. Sus estudios se enmarcaron en performance de redes de telecomunicaciones, métodos generales de investigación científica, estadística de datos dependientes, estadística de eventos extremos, bioestadística, estadística clínica, epidemiología, estadística ambiental y sanitaria, entre otros temas. Fue galardonado en su país con el premio «Roberto Caldeyro Barcia» (2000, PNUD) a «una trayectoria en ciencias básicas destacada por su impacto sobre otras disciplinas y problemas de la sociedad y el medio ambiente» y el primer premio de la Academia Nacional de Veterinaria (1998) por sus trabajos sobre hidatidosis.
Fuera del ámbito académico, fue autor de libros de divulgación orientados al público en general; Malditos números: mi vivencia de la matemática (2009), Banda ancha para todos (2010), Probabilidad y estadística (2011), Matemiedos en familia (2012). En su narrativa de crónica y ficción muestra constantemente la aplicación de las matemáticas a problemas cotidianos y su importancia en el desarrollo tecnológico.
Fue consultor estadístico para diversas empresas públicas y privadas, nacionales e internacionales. Vinculado a la administración pública, fue vicepresidente de la Administración Nacional de Telecomunicaciones desde marzo de 2008 hasta julio de 2009.
Fue procesado sin prisión por el juzgado de Ciudad de la Costa por simulación de delito al fingir un atentado contra su vida en 2011.
También fue columnista de opinión en el diario La República, en el semanario El Popular y en Emisora del Sur (Sodre). Integró el comité central del partido Comunista de Uruguay.
Falleció de un paro cardíaco el 1 de septiembre de 2024, en la La Paloma, departamento de Rocha.

## Obras
- Malditos números: mi vivencia de la matemática (2009)
- Banda ancha para todos (2010)
- Probabilidad y estadística (2011)
- Matemiedos en familia (2012)